# آناتولی دوروشنکو
آناتولی دوروشنکو (انگلیسی: Anatoliy Doroshenko؛ زادهٔ ۱۴ اوت ۱۹۵۳) بازیکن فوتبال اهل اتحاد جماهیر شوروی سوسیالیستی است.
از باشگاه‌هایی که در آن بازی کرده‌است می‌توان به باشگاه فوتبال کریفباس کریفیی ریه و باشگاه فوتبال چورنومورتس اودسا اشاره کرد.
وی همچنین در تیم ملی فوتبال اوکراین بازی کرده‌است.